# Open Your Heart (寺田恵子の曲)
「Open Your Heart」（オープン・ユア・ハート）は、寺田恵子の3作目のシングル。

## 内容
「モーターボートレース」コマーシャルソング。表題曲・カップリング共に2枚目のアルバム『INVISIBLE』からのリカットである。

## 収録曲
1. PARADISE WIND
作詞：安藤芳彦・寺田恵子　作曲：寺田恵子　編曲：松下誠
2. "Hello Everybody" To You
作詞：佐伯リエ・寺田恵子　作曲：寺田恵子　編曲：松下誠
3. PARADISE WIND (inst.)